# Elecciones al Senado de Argentina de 1946
Las Elecciones al Senado de la Nación Argentina de 1946 fueron realizadas a lo largo del mencionado año por las Legislaturas de las respectivas provincias para renovar las 30 bancas del Senado de la Nación luego del golpe de Estado de 1943. En la Capital Federal el senador fue electo mediante el sistema indirecto de votación, donde se eligieron a 68 electores que luego se reunirián en el Colegio Electoral y proclamarían al senador electo.
Dada las trece victorias provinciales peronistas, 28 de las 30 bancas senatoriales fueron ocupadas por miembros del laborismo y el radicalismo renovador, 15 para la UCR-JR y 13 para el PL. La provincia de Corrientes, representada por las otras dos bancas, fue la única de la jornada donde el peronismo no logró ganar las elecciones provinciales. Allí hubo un Colegio Electoral sumamente fragmentado en el que el conservadurismo contaba con mayoría simple con el radicalismo como contrapeso. Luego de varias reuniones fallidas e intermedios durante la sesión del cuerpo, finalmente se llegó a un pacto entre la UCR y el Pacto Autonomista - Liberal, en el que también colaboró la Concordancia, para investir gobernador y vice a los radicales Blas Benjamín de la Vega y Justo Policarpo Villar, mientras que al Partido Liberal y al Partido Autonomista se quedarían con las dos bancas del Senado. De la Vega fue juramentado el 22 de mayo de 1946, y la legislatura, con mayoría de la alianza de gobierno, aprobó los diplomas de Mariano Gómez (liberal) y Luis F. Bobbio (autonomista). Sin embargo, el Senado impugnó unánimemente los diplomas de Gómez y Bobbio, a pesar de que no los rechazó del todo y de que constitucionalmente seguían siendo senadores electos. La situación se mantuvo en impasse hasta que el 4 de julio de 1947, más de un año después, la legislatura correntina exigió que el Senado aceptar a sus senadores. El gobierno peronista respondió interviniendo la provincia en septiembre, deponiendo al único gobierno opositor.
Por la reforma constitucional de 1949 los senadores que tenían mandato hasta 1955, se les acortó el mandato hasta el 30 de abril de 1952.

## Resultados
| Partido | Partido                               | Bancas |
| ------- | ------------------------------------- | ------ |
|         | Unión Cívica Radical Junta Renovadora | 15/30  |
|         | Partido Laborista                     | 13/30  |
|         | Vacante                               | 2/30   |

## Resultados por provincia
| Provincia           | Senador electo           | Partido | Partido                               | Mandato                                  |
| ------------------- | ------------------------ | ------- | ------------------------------------- | ---------------------------------------- |
| Buenos Aires        | Alfredo Busquet          |         | Unión Cívica Radical Junta Renovadora | 25 de mayo de 1946 - 30 de abril de 1949 |
| Buenos Aires        | Alfredo J. L. Arrieta    |         | Partido Laborista                     | 25 de mayo de 1946 - 30 de abril de 1952 |
| Capital Federal     | Alberto Teisaire         |         | Partido Laborista                     | 25 de mayo de 1946 - 30 de abril de 1949 |
| Capital Federal     | Diego Luis Molinari      |         | Unión Cívica Radical Junta Renovadora | 25 de mayo de 1946 - 30 de abril de 1955 |
| Catamarca           | Julio Herrera            |         | Unión Cívica Radical Junta Renovadora | 25 de mayo de 1946 - 30 de abril de 1949 |
| Catamarca           | Vicente Saadi            |         | Partido Laborista                     | 25 de mayo de 1946 - 30 de abril de 1955 |
| Córdoba             | Osvaldo Amelotti         |         | Partido Laborista                     | 25 de mayo de 1946 - 30 de abril de 1952 |
| Córdoba             | Felipe Gómez del Junco   |         | Unión Cívica Radical Junta Renovadora | 25 de mayo de 1946 - 30 de abril de 1955 |
| Corrientes          | Luis F. Bobbio           |         | Partido Autonomista de Corrientes     | 25 de mayo de 1946 - 30 de abril de 1955 |
| Corrientes          | Mariano Gómez            |         | Partido Liberal de Corrientes         | 25 de mayo de 1946 - 30 de abril de 1955 |
| Entre Ríos          | Juan Carlos Basaldúa     |         | Unión Cívica Radical Junta Renovadora | 25 de mayo de 1946 - 30 de abril de 1949 |
| Entre Ríos          | Ricardo Octavio Lorenzón |         | Partido Laborista                     | 25 de mayo de 1946 - 30 de abril de 1949 |
| Jujuy               | Samuel Gómez Henríquez   |         | Unión Cívica Radical Junta Renovadora | 25 de mayo de 1946 - 30 de abril de 1955 |
| Jujuy               | Miguel Aníbal Tanco      |         | Unión Cívica Radical Junta Renovadora | 25 de mayo de 1946 - 30 de abril de 1955 |
| La Rioja            | César Vallejo            |         | Partido Laborista                     | 25 de mayo de 1946 - 30 de abril de 1949 |
| La Rioja            | Ramón Lindor Martínez    |         | Unión Cívica Radical Junta Renovadora | 25 de mayo de 1946 - 30 de abril de 1949 |
| Mendoza             | Lorenzo Soler            |         | Unión Cívica Radical Junta Renovadora | 25 de mayo de 1946 - 30 de abril de 1952 |
| Mendoza             | Alejandro Mathus Hoyos   |         | Unión Cívica Radical Junta Renovadora | 25 de mayo de 1946 - 30 de abril de 1955 |
| Salta               | Alberto Durand           |         | Unión Cívica Radical Junta Renovadora | 25 de mayo de 1946 - 30 de abril de 1952 |
| Salta               | Ernesto Francisco Bavio  |         | Unión Cívica Radical Junta Renovadora | 25 de mayo de 1946 - 30 de abril de 1955 |
| San Juan            | Oscar Tascheret          |         | Partido Laborista                     | 25 de mayo de 1946 - 30 de abril de 1949 |
| San Juan            | Pablo Antonio Ramella    |         | Partido Laborista                     | 25 de mayo de 1946 - 30 de abril de 1952 |
| San Luis            | Gilberto Sosa Loyola     |         | Unión Cívica Radical Junta Renovadora | 25 de mayo de 1946 - 30 de abril de 1949 |
| San Luis            | Francisco R. Luco        |         | Unión Cívica Radical Junta Renovadora | 25 de mayo de 1946 - 30 de abril de 1952 |
| Santa Fe            | Demetrio Figueiras       |         | Partido Laborista                     | 25 de mayo de 1946 - 30 de abril de 1949 |
| Santa Fe            | Armando Antille          |         | Unión Cívica Radical Junta Renovadora | 25 de mayo de 1946 - 30 de abril de 1952 |
| Santiago del Estero | Justiniano de la Zerda   |         | Partido Laborista                     | 25 de mayo de 1946 - 30 de abril de 1952 |
| Santiago del Estero | Arcadio B. Avendaño      |         | Partido Laborista                     | 25 de mayo de 1946 - 30 de abril de 1952 |
| Tucumán             | Luis Cruz                |         | Partido Laborista                     | 25 de mayo de 1946 - 30 de abril de 1952 |
| Tucumán             | Juan Fernando de Lázaro  |         | Partido Laborista                     | 25 de mayo de 1946 - 30 de abril de 1955 |

1. ↑  Falleció el 12 de junio de 1950, no fue reemplazado.
2. ↑  Renunció el 20 de junio de 1949, lo reemplaza Luis Sánchez Recalde (PP) el 28 de septiembre de 1949. Sánchez Recalde es suspendido el 2 de junio de 1950, no fue reemplazado.
3. 1 2  El Senado impugna su candidatura y no le deja asumir, lo reemplaza Eduardo Madariaga (PP) y Francisco Daniel Mendiondo (PP) el 26 de abril de 1949.
4. ↑  Falleció el 19 de octubre de 1948, no fue reemplazado.

### Capital Federal
Elección el 24 de febrero de 1946.
|  | 49,63 % |

|  | 19,33 % |

|  | 16,12 % |

|  | 11,93 % |

|  | 2,99 % |

|  | 100 % |

|  | 81,67 % |